# Buada-Lagune
Die Buada-Lagune ist die Lagune der Atollinsel Nauru. Sie liegt im mittleren Südwesten der Insel, im Distrikt Buada, etwa 1,3 Kilometer von der Küste entfernt und fünf Meter über dem Meeresspiegel. Im Vergleich mit anderen Lagunen von Atollen im Pazifischen Ozean ist die Buada-Lagune mit rund fünf Hektar recht klein. Wegen ihrer geringen Größe und des untypischen Charakters wird sie öfter auch als See bezeichnet.
Neben dem Moqua Well und einigen weiteren kleinen Teichen ist die Buada-Lagune das einzige Süßwasserreservoir in Nauru, obwohl es sich bei einem Salzgehalt von 0,2 Prozent eher um Brackwasser handelt. Der pH-Wert beträgt 8. Das Wasser hat eine etwas grünliche Farbe. Die Lagune wird gespeist vom ablaufenden Oberflächenwasser hauptsächlich während des Monsuns von November bis Februar. Die durchschnittliche jährliche Niederschlagsmenge in dem tropischen Klima beträgt 2000 mm.
Die Lagune ist von dichtem Palmenwald und Sumpf umgeben und von der Umweltverschmutzung durch die früheren Phosphatminen kaum betroffen. Deshalb ist sie auch ein attraktiver Nistort für den Naururohrsänger, die einzige Singvogelart Naurus. 
Die Lagune wurde früher zur Milchfischzucht benutzt. Im Jahr 1961 wurden Mosambik-Buntbarsche (Oreochromis mossambicus, frühere Gattungsbezeichnung Tilapia) in der Buada-Lagune ausgesetzt, um die Ausbreitung von Mückenlarven einzudämmen und eine zusätzliche Nahrungsquelle für die Bewohner Naurus zu erschließen. Weil die einheimische Bevölkerung die Buntbarsche als Nahrung verschmähte, konnten diese sich ungehindert ausbreiten. Bedingt durch die daraus resultierende Nahrungskonkurrenz in Verbindung mit dem Mangel an natürlichem Futter verlangsamte sich das Wachstum der Milchfische derart, dass die Zucht unrentabel wurde und weitgehend zusammenbrach.
Umweltprobleme resultieren aus dem Einsatz des Giftes Rotenon 1979 und 1980 während eines letztlich erfolglosen FAO-Programms zur Ausrottung der Buntbarsche. Außerdem wurde die Lagune wiederholt zur Müllablagerung benutzt.
In dem die Lagune umgebenden Sumpfgebiet werden Schraubenbäume, Brotfruchtbäume, Bananen sowie verschiedene Gemüsearten im kleinen Maßstab angebaut.

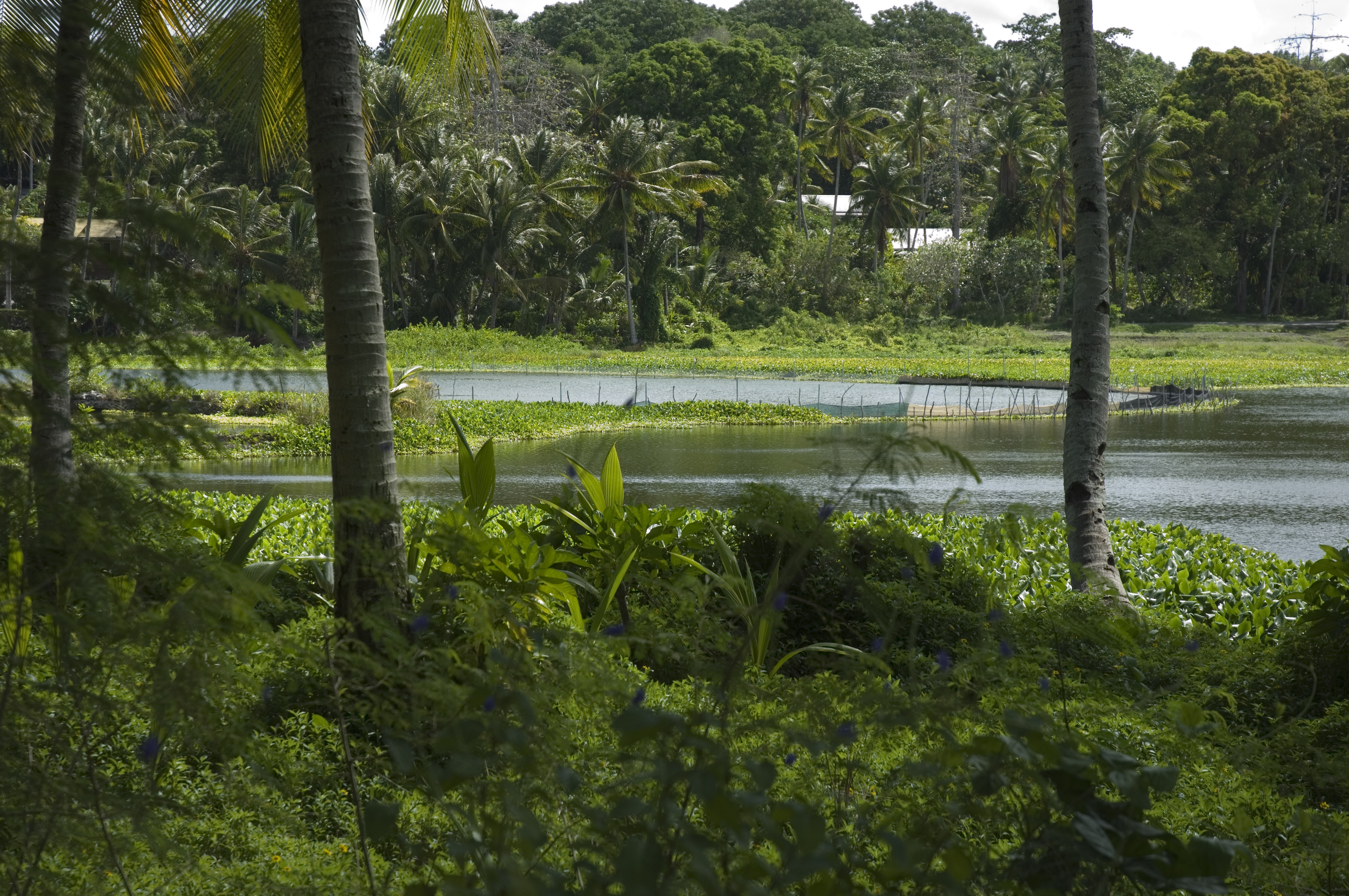
Buada-Lagune
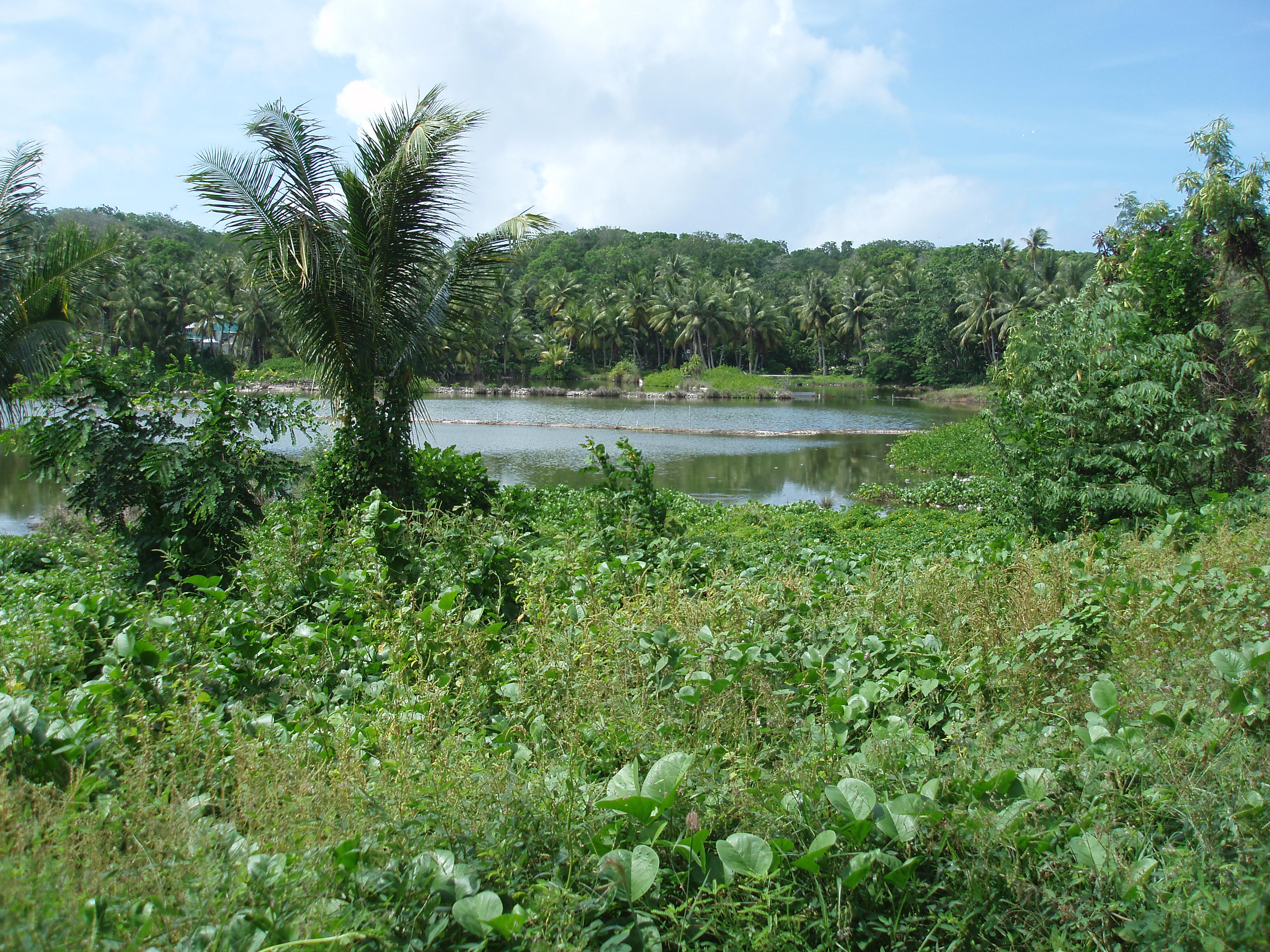
Lagune aus anderer Perspektive